# 徳田武
徳田 武（とくだ たけし、1944年7月24日 - ）は、日本の日本文学研究者。専門は近世漢詩。文学博士（早稲田大学・論文博士・1988年）。明治大学名誉教授。2018年瑞宝中綬章受章。

## 略歴
群馬県生まれ。父は高崎経済大学学長を務めた徳田進。実弟に中世国文学の徳田和夫学習院女子大学名誉教授。
1967年早稲田大学第一文学部卒、1974年同大学大学院博士課程単位取得退学、同年明治大学法学部講師、1983年同教授。和泉委員会委員長など歴任。1979年窪田空穂賞受賞、1980年「『三七全伝南柯夢』論」ほかで日本古典文学会賞受賞、1987年『日本近世小説と中国小説』で日本学士院賞受賞。1988年、同書で早稲田大学より文学博士の学位を取得。2018年春の叙勲で瑞宝中綬章を受章。

## 人物
曲亭馬琴やそのゆかりの人びと、江戸後期の文学と中国古典文学との交流接点を専門としている。日本近世を中心とした漢詩文や、日中比較文学の研究を主目的とする同人誌『江戸風雅』（年2回刊）を継続刊行している。
高田衛『八犬伝の世界』（中公新書）の刊行時には、「実証性に欠ける」として厳しい書評を書き、高田と論争になった。

## 著書

### 単著
- 『江戸詩人伝』（ぺりかん社、1986）
- 『日本近世小説と中国小説』（青裳堂書店、1987）
- 『江戸漢学の世界』（ぺりかん社、1990）
- 『八犬伝の世界　NHK文化セミナー・江戸文芸をよむ』（日本放送出版協会、1995）、放送テキスト
- 『中国文人が批評した江戸漢詩』（農文協、2001）
- 『近世近代小説と中国白話文学』（汲古書院、2004）
- 『近世日中文人交流史の研究』（研文出版、2004）
- 『幕末維新の文人と志士たち』（ゆまに書房、2008）
- 『朝彦親王伝　維新史を動かした皇魁』（勉誠出版、2011）
- 『秋月韋軒伝 会津藩儒将』（勉誠出版　2012）
- 『馬琴京伝 中編読本解題』（勉誠出版、2012）
- 『秋成前後の中国白話小説』（勉誠出版、2012）
- 『小原鉄心と大垣維新史』（勉誠出版、2013）
- 『清河八郎伝　漢詩にみる幕末維新史』（勉誠出版、2016）
- 『浮世絵師の絵で読む　八犬伝』（勉誠出版（上下）、2017）
- 『大田南畝・島田翰と清朝文人(新日中文化交流史叢書)』（大樟樹出版社、2019） ISBN 978-4-909089-28-1
- 『吉田松陰と学人たち』（勉誠出版、2020）

### 訳・校注
- 曲亭馬琴『南総里見八犬伝』（ほるぷ出版、1987）
- 『江戸詩人選集 7 野村篁園 館柳湾』（岩波書店、1990）
- 『江戸詩人選集 2 梁田蛻巌 秋山玉山』（岩波書店、1992）
- 曲亭馬琴ほか『繁野話　新日本古典文学大系80』（岩波書店、1992）、他は「曲亭伝奇花釵児」など全4編
- 『江戸漢詩選 1 文人』（岩波書店、1996）
- 曲亭馬琴『近世説美少年録　新編日本古典文学全集83・84・85』（小学館、1999-2001）
- 『日本漢詩集　新編日本古典文学全集86』（小学館、2002）。菅野禮行と共編訳・校注
- 『漢文小説集　新日本古典文学大系 明治編3』（岩波書店、2005）
「本朝虞初新誌」「譚海」「情天比翼縁」「夜窓鬼談」の全4編
共注者は、池沢一郎、宮崎修多、ロバート・キャンベル
- 馬場文英『元治夢物語－幕末同時代史』（岩波文庫、2008）
- 曲亭馬琴『近世物之本江戸作者部類』（岩波文庫、2014）
- 『南総里見八犬伝 全注釈』（勉誠出版）、2017年8月より刊

### 編著
- 井原西鶴『本朝桜陰比事』（桜楓社、1978、新装版1996）
- 『対訳中国歴史小説選集 1-8』（ゆまに書房、1983-84）
- 梁田蛻巌『近世儒家文集集成5　蛻巌集』（ぺりかん社、1985）
- 『滝沢馬琴　新潮古典文学アルバム23』（新潮社、1991）、図版解説
- 『山東京伝全集』（ぺりかん社、1992－刊行中）、12冊分刊
- 『日本古典文学研究史大事典』（西沢正史共編、勉誠社、1997）、のち勉誠出版
- 松永尺五『近世儒家文集集成11　尺五堂先生全集』（ぺりかん社、2000）
- 『馬琴中編読本集成 4-16』（汲古書院、1996-2009）
- 『鳳岡林先生全集』（全4巻：勉誠出版、2014）

## 論文
- 「秋山玉山評伝(上)」『明治大学教養論集』第99巻、1976年2月1日、71 - 142頁、ISSN 0389-6005。
- 「秋山玉山評伝(下)」『明治大学教養論集』第108巻、1977年2月1日、25 - 97頁、ISSN 0389-6005。